# 扎西·金巴顿珠嘉措
扎西·金巴顿珠嘉措（1874年11月—？），土族，青海省西纳川人，第三世扎西活佛。
1874年11月，出生于西纳川一个土族家庭，三岁时被认定，迎入塔尔寺坐床，十三岁起入塔尔寺显宗学院学经，结业后转入密宗学院。1893年，任塔尔寺密宗学院第七十任堪布。1898年去内蒙古传法。曾去山西五台山朝拜进香。1901年至1903年，任塔尔寺第七十七任法台。任内曾维修释迦佛殿、达赖遍知殿等。死后扎西·隆多旦曲尖措认定为第四世扎西活佛。